# بوب باوتشر
بوب باوتشر هو دراج على المضمار كندي، ولد في 12 يونيو 1943 في هاليفاكس في كندا.

## وصلات خارجية
- بوب باوتشر على موقع SpeedSkatingBase.eu (الإنجليزية)
- بوب باوتشر على موقع SpeedSkatingNews.info (الإنجليزية)
- بوب باوتشر على موقع SpeedSkatingStats.com (الإنجليزية)
- بوب باوتشر على موقع اللجنة الأولمبية الدولية (الإنجليزية)
- بوب باوتشر على موقع أوليمبيديا (الإنجليزية)
- بوب باوتشر على موقع قاعة مانيتوبا للمشاهير الرياضية (الإنجليزية)